# Козник (Рудозем)
Вижте пояснителната страница за други значения на Козник.
Ко̀зник е средновековна крепост, построена в местността слабо югоизточно от днешния град Рудозем, вдясно от река Арда, с цел да пази кервански път от Тракия към Беломорието (днес пътят Райково – Рудозем – Ксанти). Древната крепост е наричана от местното население (Е)рим папа или Кечика, Кичика, Кечикая (от турски keçikaya, кози камък). Заради името си Кечикая се идентифицира от изследователите със средновековната крепост, спомената на гръцки като Κόσνικος (Косникос, тоест Козник) от Йоан Кантакузин в средата на XIV век като една от деветте родопски крепости, предадени от противниците му на българския цар Иван Александър заради обещаната българска помощ във войната срещу Кантакузин.
В 1344 година цар Иван Александър получава осем родопски крепости - Цепина, Кричим, Перущица, Св. Устина, Станимака, Аетос, Бядън, Козник и Филипопол от византийската императрица Ана Савойска – регентка на малолетния си син Йоан V Палеолог. Те са награда за обещаната ѝ помощ срещу Йоан Катакузин, обявил се за император в Димотика. Това събитие е отразено в „Историята“ на Йоан Кантакузин, хронист и византийски император
(1347 - 1354).
| „ | Царицата Анна, патриархът, великият дук и останалите сановници решиха, че трябва да изпратят пратеничество при царя на мизите Александър да влезе в съюз с тях против цар Константин, понеже персийската войска нанасяла вреди и на неговата държава. Той им обещал, ако му дадат като възнаграждение за съюза градовете към Станимака и Цепина и по-малките заедно с войската, която е установена в тях. Те бяха девет: Цепина, Кричим, Перущица, Света Устина, Филипопол, град чудесен и голям, Станимака, Аетос, Бядън, Козник. | “ |

Сред населението на Върба, намиращо се източно от нея, крепостта е известна с името Калята (Калето). Според предания на местните помаци, там е живял Ерим папа и пазел златни станове и рудани.
Височината, на която е построена крепостта, има посока изток–запад и държи права линия до 4 километра. Източната половина е изключително висока и скалиста, недостъпна, с отвесни склонове, стигаща до 300 – 350 метра и обрасла с дъб и бук. Крепостта се намира в източната ѝ част. Общата дължина на крепостните зидове е около 180 метра. Обградената от зидовете част е разделена от отвесни скали на източна и западна част. В миналото крепостните зидове се простират и от югоизток, дълги 60 метра, от юг – на три места – общо 85 метра и от северозапад, дълги до 50 метра, но днес крепостните зидове са сринати наравно със земята. Те са направени от необработени ломени камъни от местността и са споени с бял хоросан. Дебелината им варира от 1, 65 до 1, 70 метра.
В самата крепост се намират късове от груба средновековна керамика без глеч. Някои от керамичните късове са с украса във форма на усукана връв. Извън крепостта се намират следи от желязна сгурия.
С локализирането на крепостта Козник са се занимавали Константин Иречек (1884) и П. Маринов (1937). Първият я търси около изворите на р. Арда, в съседство със с. Кошница, без да посочва конкретно някаква крепост. Вторият посочва две места - в местността Козия, западно от с. Могилица, днес в община Смолян, и югоизточно от Горен и Долен Палас (днес Рудозем), при скалния масив Кечикая, което в превод от турски означава „козя скала“, където действително се намира крепостта Козник.
В ИАИ т. ХХVІ, 1963 година, Д. Цочев публикува данни за името и местоположението на крепостта. Той изказва и мнение, че пълното ѝ археологическо проучване ще даде отговор на въпросите по отношение на принадлежността и предназначението ѝ.

## Археологически разкопки
Археологическите разкопки започват през юни 2007 година. По терена няма видими останки от крепостта, с изключение на няколко ломени камъка, споени с бял хоросан, които могат да се определят като ъгъл от помещение. Впоследствие се оказа, че това са горни запазени руини от източния крепостен зид, който се разкри изцяло. Той е с дължина 48,60 m, широк е 1,70 m и със запазена височина до 2,20 m. На юг и север опира в скален масив. Градежът му е от ломени и дялани камъни, споени с бял хоросан. Външното му (източно) лице е само в суперструкция, а от вътрешната страна е около 0,60 - 0,70 m в субструкция. Фундиран е непосредствено върху материкова скала, като следва конфигурацията на терена, който е силно наклонен от запад на изток. Разкрива се и източният вход на крепостта. Той е широк два метра, страниците му са с дебелина един метър. Южната е силно обрушена, а в северната е вградена скала. Ходовото ниво е материковата скала, която на места е терасирана стъпаловидно с подзиждане от ломени и дялани камъни. Южно от входа се направени сондажни проучвания. Разкрива се на силно опожарен пласт, с дебелина 0,50 m - 0,80 m, наситен с ломени камъни и фрагменти керемиди, свлечени до самата крепостна стена. Вероятно в югоизточната част на крепостта е имало дървено съоръжение с каменни основи и керемидено покритие. От този пласт произхождат късове стопен метал, фрагменти от питуси, гърнета, стомни, железен нож и отворена бронзова гривна със стилизирани змийски глави и украса птиче око.